# San Luis, Cintalapa
San Luis är en ort i Mexiko.   Den ligger i kommunen Cintalapa och delstaten Chiapas, i den sydöstra delen av landet, 700 km sydost om huvudstaden Mexico City. San Luis ligger 536 meter över havet och antalet invånare är 113.
Terrängen runt San Luis är kuperad åt nordost, men åt sydväst är den platt. Runt San Luis är det ganska glesbefolkat, med 30 invånare per kvadratkilometer. Närmaste större samhälle är Cintalapa de Figueroa, 2,6 km sydväst om San Luis. Omgivningarna runt San Luis är en mosaik av jordbruksmark och naturlig växtlighet.